# Sea Level
A Sea Level rövid életű amerikai fúziós jazz zenekar volt. Zenéjükben a blues és a rock elemeit is keverték. Mindössze öt évet működtek: 1976-ban alakultak a Georgia állambeli Maconben, és 1981-ben oszlottak fel. Az együttes a The Allman Brothers Band mellék-projektjének számított.
A "That's Your Secret" című daluk az ötvenedik helyet szerezte meg a Billboard Hot 100 listán.
Lamar Williams 1983. január 21.-én, 34 éves korában elhunyt, tüdőrák következtében.
Jimmy Nalls 2017. június 22.-én hunyt el Parkinson-kórban.
Az első albumukat az Allmusic négy csillaggal értékelte az ötből, illetve a második albumukat is pozitívan értékelték: szintén négy csillagot kapott az ötből. A Christgau's Record Guide ugyanakkor csak átlagos minősítést adott az albumra.
Nevük - amelynek jelentése: tengerszint - egyben szójáték is az alapító tag, Chuck Leavell (C. Leavell) nevével.

## Tagok
- Chuck Leavell – zongora, szintetizátor, orgona, billentyűk, ütős hangszerek, ének (1976–1980)
- Lamar Williams – basszusgitár, ének (1976–1980)
- Jimmy Nalls – gitár, ének (1976–1980)
- Jaimoe – dob, ütős hangszerek(1976–1978)
- Davis Causey – gitár (1977–1980)
- Randall Bramblett – szaxofon, zongora, billentyűk, ének (1977–1980)
- George Weaver – dob (1977–1978)
- Joe English – dob, ütős hangszerek, ének (1978–1980)
- Matt Greeley – ütős hangszerek, ének (1980)

## Diszkográfia
- Sea Level (1977, Capricorn)
- Cats on the Coast (1977, Capricorn)
- On the Edge (1978, Capricorn)
- Long Walk on a Short Pier (1979, Capricorn)
- Ball Room (1980, Arista)
- Best of Sea Level (1990, Polydor)
- Best of Sea Level (1997, Capricorn)